# 赵利
赵利，秦末汉初人物，战国时期赵国王室的后代。
前200年十月，韩王信反汉逃往匈奴，他手下的将领王黄、曼丘臣等拥立赵利为王，收拢韩王信的散兵，与韩王信、匈奴冒顿单于一起合谋攻击汉军。汉军追击至平城白登。冒顿与王黄、赵利约期会师，但王黄、赵利的军队却迟迟不来，匈奴怀疑他们与汉军同谋，于是解开包围圈的一角。汉朝和匈奴和亲后，韩王信、赵利、王黄等多次背约，侵攻代郡、云中。
前197年，代相陈豨反汉，赵利、韩王信、王黄、曼丘臣都前来相助。前196年冬，太尉周勃取道太原去平定代地，攻克马邑，在楼烦击败韩王信、陈豨、赵利。赵利守东垣城，刘邦亲自率军攻打，月馀不下，士卒骂刘邦，刘邦大怒。城降，斩杀出骂之人，不骂之人赦免。将东垣地名改为真定。于是分赵山北，立子刘恒为代王，都晋阳。刘邦将代地被陈豨、赵利劫掠吏民，全部恩赦。